# Saint-Denis-sur-Coise
Saint-Denis-sur-Coise ist eine französische Gemeinde mit 684 Einwohnern (Stand: 1. Januar 2022) im Département Loire in der Region Auvergne-Rhône-Alpes. Sie gehört zum Arrondissement Montbrison und zum Kanton Feurs.

## Geografie
Die Gemeinde Saint-Denis-sur-Coise liegt in den Monts du Lyonnais an der Grenze zum Département Rhône, etwa 19 Kilometer nordnordöstlich von Saint-Étienne und 35 Kilometer westsüdwestlich von Lyon in der historischen Provinz Forez am Fluss Coise. Umgeben wird Saint-Denis-sur-Coise von den Nachbargemeinden Pomeys im Norden und Nordosten, Saint-Symphorien-sur-Coise im Nordosten, Coise im Osten, Châtelus im Südosten, Grammond im Süden, Chevrières im Südwesten und Westen sowie Chazelles-sur-Lyon im Nordwesten.

## Bevölkerungsentwicklung

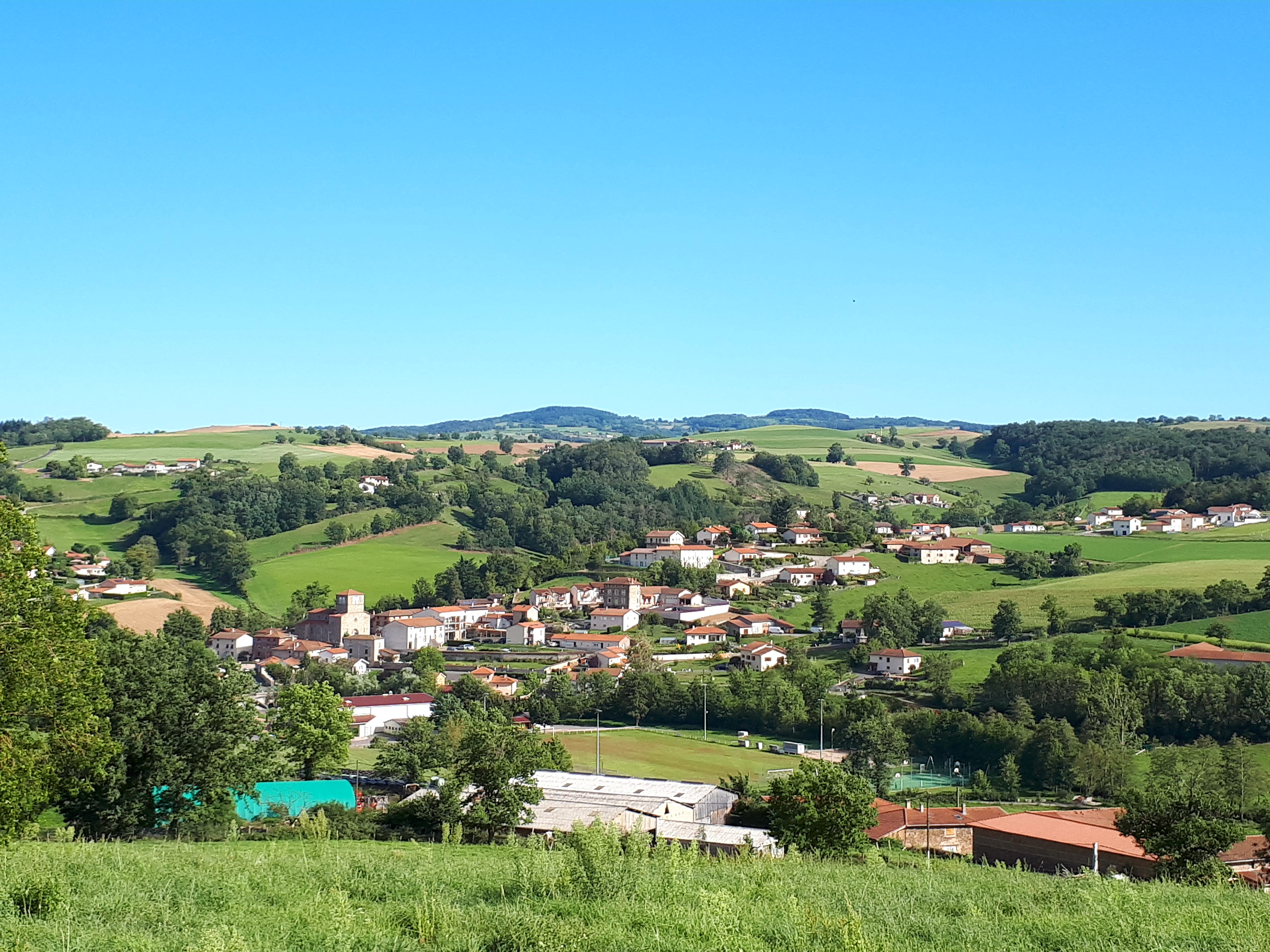
Blick auf Saint-Denis-sur-Coise

| Jahr                       | 1962 | 1968 | 1975 | 1982 | 1990 | 1999 | 2006 | 2012 | 2022 |
| -------------------------- | ---- | ---- | ---- | ---- | ---- | ---- | ---- | ---- | ---- |
| Einwohner                  | 570  | 535  | 500  | 502  | 512  | 548  | 566  | 559  | 684  |
| Quellen: Cassini und INSEE |      |      |      |      |      |      |      |      |      |

## Sehenswürdigkeiten
- Kirche Saint-Denis